# マイケル・ボウロス
マイケル・ボウロス（Michael Boulos, 1997年8月27日 - ）は、アメリカ合衆国の実業家である。彼はティファニー・トランプとの結婚により 第45・47代アメリカ合衆国大統領ドナルド・トランプと義理の親子の関係にある。父はマサド・ボウロスである。

## 生い立ちと教育
彼はアメリカ合衆国テキサス州ヒューストンで生まれた。父はSCOAナイジェリアのCEOを務める実業家のマサド、母はナイジェリエアの舞台芸術協会の創設者のサラ（Sarah）である。彼はレバノン系とフランス系である。幼少期に家族とともにその事業拠点であるナイジェリアに移住した。彼の兄弟はミュージシャンのファレス・ボウロスである。彼らはラゴスで育ち、アメリカン・インターナショナル・スクール・オブ・ラゴスに通って卒業した。
その後、ボウロスはロンドンに移り、2018年にリージェンツ大学ロンドンでグローバル・ビジネス・マネジメントの学士号を取得し、さらに2019年にはロンドン大学シティ・セント・ジョージ校でプロジェクト・マネジメント、ファイナンス、リスクの修士号を取得した。

## 私生活
2018年夏、ギリシャ滞在中のボウロスはアメリカ合衆国大統領ドナルド・トランプの第四子であるティファニー・トランプと出会い、交際を始めた。父が大統領職を離れる前日の2021年1月19日、ティファニーは2人の婚約を公式に発表した。2人は2022年に結婚し、2025年5月15日に第一子が生まれた。